# شینیا اوادا
شینیا اوادا (انگلیسی: Shinya Owada؛ زادهٔ ۲۵ اکتبر ۱۹۴۷) بازیگر، صداپیشه، و خواننده اهل ژاپن است.
از فیلم‌ها یا برنامه‌های تلویزیونی که وی در آن نقش داشته‌است می‌توان به من این کار را نکردم اشاره کرد.